# Pupečník obecný

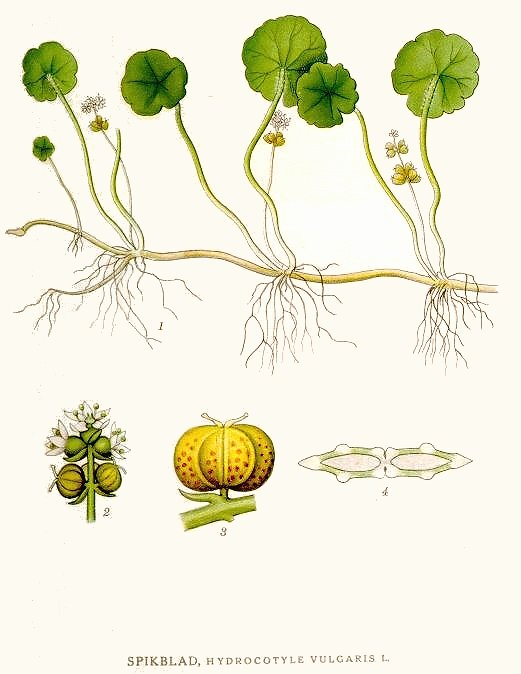
Nákres pupečníku obecného

Pupečník obecný (Hydrocotyle vulgaris) je vlhkomilná, vytrvalá, hemikryptofytická rostlina. Tento původní druh české flory je jediným druhem rodu pupečník který v České republice roste.

## Rozšíření
Je rozšířen převážně v západní Evropě s výraznou atlantskou až subatlantskou tendencí, která okrajově zasahuje do Evropy střední. Jeho východní hranice prochází Estonském, Polskem a Slovenskem, izolované nálezy jsou hlášeny z oblasti Kavkazu, Íránu a severní Afriky.
V Čechách se tento druh nejčastěji objevuje na Českolipsku, ve východním Polabí a na Třeboňsku, ve všech lokalitách je vzácný. Na Moravě je jeho výskyt pravděpodobně již historií.

## Ekologie
Roste na zaplavovaných územích, na vlhkých až bažinatých stanovištích. Bývají to hlavně mokřady, rákosiny, rašelinné louky, příkopy se stojatou vodou i břehy rybníků a jezer. Požaduje vysokou hladinu spodní vody, neškodí mu občasné zaplavení vodou. Vyskytuje se od nížin až do podhůří na kyselých půdách s malým obsahem živin, preferuje stanoviště s minimální konkurenci okolních rostlin.

## Popis
Z asi 1 mm silného, rozvětveného oddenku vyrůstají plazivé, niťovité lodyhy až 60 cm dlouhé, které v uzlinách koření. Lodyhy jsou porostlé listy na vztyčených řapících až 15 cm dlouhých. Listy jsou štítovité, řapíky přirůstají ke středu spodní strany čepelí které jsou téměř okrouhlé a hrubě vroubkované. Čepele jsou uprostřed konkávní, mají šest až deset žil a mívají v průměru 2 až 4 cm (1,1 × širší než delší).
Z úžlabí listů (z lodyžních uzlin) vyrůstají směrem vzhůru asi 8 cm dlouhá květenství (kratší než řapíky), obvykle jsou skrytá pod listy. Na vřetenu květenství je v jednom až třech přeslenech po několika oboupohlavných, krátce stopkatých aktinomorfních květech, velkých asi 2 mm v průměru. Mají nezřetelný kalich, pět korunních, bílých nebo světle růžových lístků a pět drobných tyčinek nesoucích prašníky, ty se nacházejí v blízkosti blizen. Ploidie druhu 2n = 96.
Bylina kvetou od června do srpna, květy se opylují pravděpodobně autogamně. Plody vyrůstají na krátkých stopkách, jsou to silně zploštělé dvounažky elipsovitého tvaru (širší než delší), asi 2 mm velké a hrubě bradavčité. Semena (nažky) jsou schopná vyklíčit i za více než pět let.

## Význam
Rostliny mají malý ekonomický význam, někdy se vysazují jako ozdobné vodní rostliny v okrasných jezírkách nebo akváriích. Obsahují obdobně jako ostatní druhy pupečníku látku vellarin, která v malém množství působí jako stimulans a ve větším způsobuje bolesti hlavy, závratě, otupělost a vnitřní krvácení.

## Ohrožení
Pupečník obecný vyrůstá na stále menších počtech stanovišť. Na podporu jeho záchrany je v „Červeném seznamu cévnatých rostlin ČR“ i ve „Vyhlášce MŽP ČR č. 395/1992 Sb.“ zařazen mezi ohrožené druhy (C3),  (§3).

## Galerie

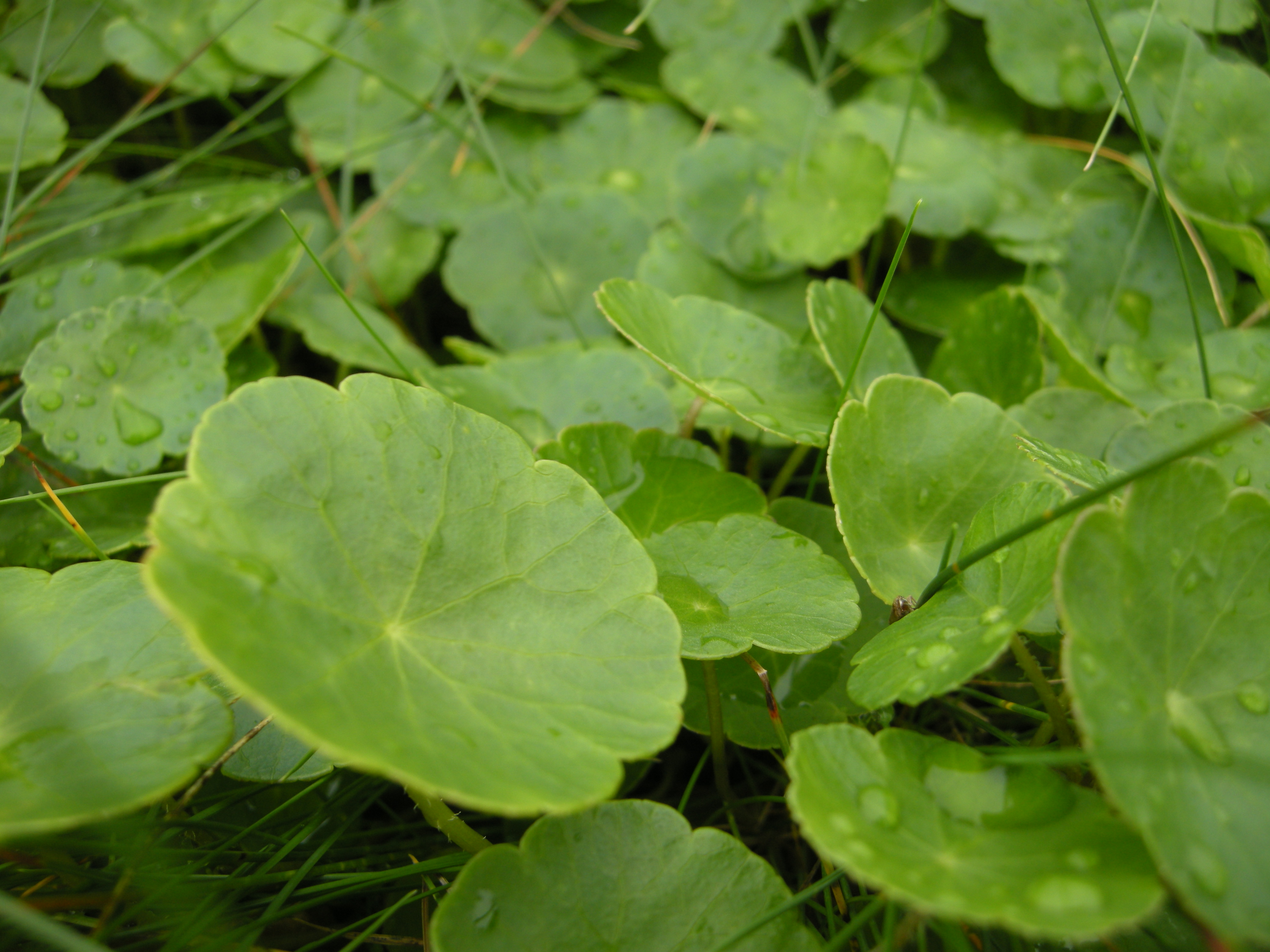
Listy
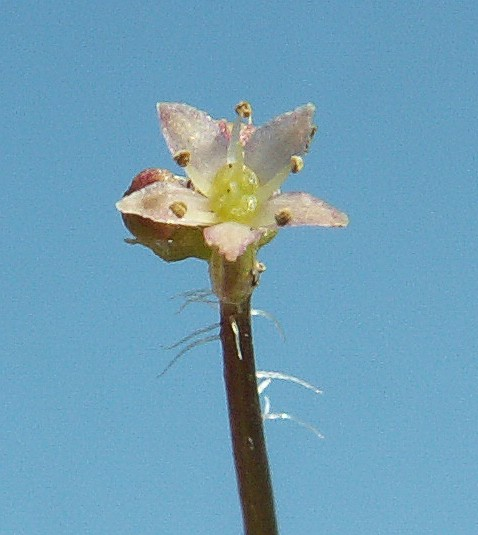
Květ
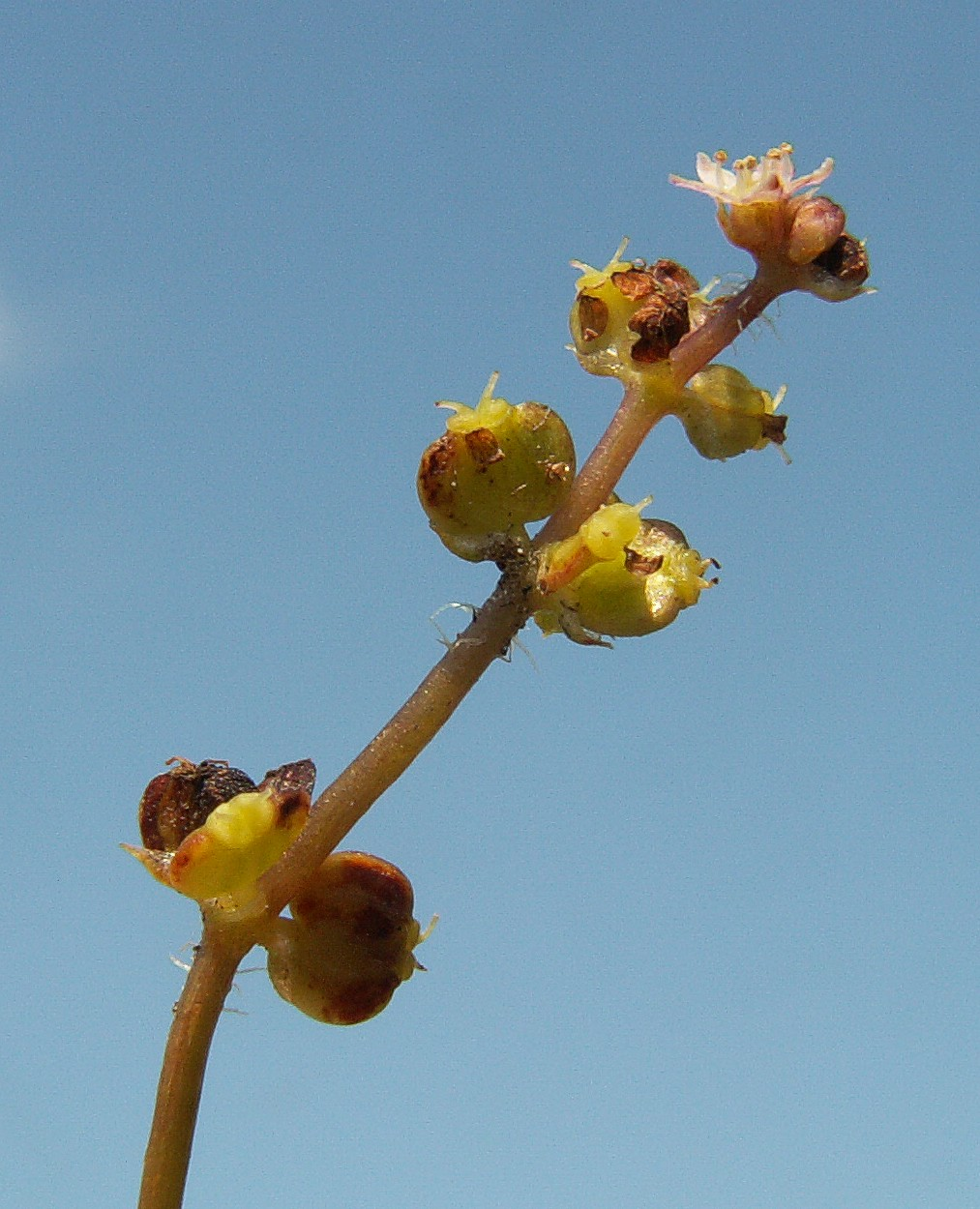
Květenství